# Philippe Barca-Cysique
Philippe Barca-Cysique (ur. 22 kwietnia 1977 w Paryżu) – francuski siatkarz, grający na pozycji przyjmującego. Były reprezentant kraju. W drużynie narodowej w latach 2001–2006 rozegrał 103 spotkania.

## Osiągnięcia

### Klubowe
- 2005 – mistrzostwo Francji
- 2007 – finalista Pucharu Francji
- 2009 – wicemistrzostwo Francji

### Reprezentacyjne
- 2001 – 7. miejsce na Mistrzostwach Europy w Czechach
- 2001 – 5. miejsce w Lidze Światowej
- 2002 – 3. miejsce na Mistrzostwach Świata w Argentynie
- 2003 – 5. miejsce w Pucharze Świata
- 2004 – 5. miejsce w Lidze Światowej
- 2004 – 9.–10. miejsce na Igrzyskach Olimpijskich w Grecji
- 2005 – 7. miejsce na Mistrzostwach Europy we Włoszech